# Amédée Thubé

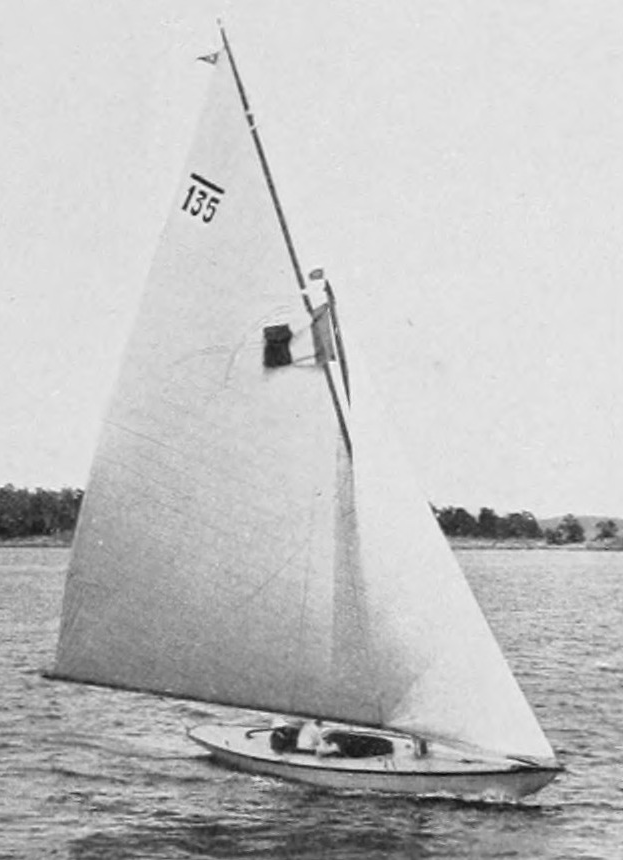
Mac Miche

Amédée Georges Marie Thubé (ur. 8 grudnia 1884 w Nantes, zm. 29 stycznia 1941 w Paryżu) – francuski żeglarz, olimpijczyk, zdobywca złotego medalu w regatach na Letnich Igrzyskach Olimpijskich w 1912 roku w Sztokholmie.
Na Letnich Igrzyskach Olimpijskich 1912 zdobył złoto w żeglarskiej klasie 6 metrów wraz z braćmi Gastonem i Jacques’em na jachcie Mac Miche.